# Lithobius hawaiiensis
Lithobius hawaiiensis är en mångfotingart som beskrevs av Filippo Silvestri 1904. Lithobius hawaiiensis ingår i släktet Lithobius och familjen stenkrypare. Inga underarter finns listade i Catalogue of Life.